# Wyszcza liha (1999/2000)
Wyszcza liha w piłce nożnej 1999/2000 – IX edycja najwyższych w hierarchii rozgrywek ligowych ukraińskiej klubowej piłki nożnej. Sezon rozpoczął się 12 lipca 1999, a zakończył się 20 czerwca 2000.

## Drużyny
Zespoły występujące w Wyszczej Lidze 1999/2000
- CSKA Kijów
- Czornomoreć Odessa
- Dnipro Dniepropetrowsk
- Dynamo Kijów
- Karpaty Lwów
- Krywbas Krzywy Róg
- Metalist Charków
- Metałurh Donieck
- Metałurh Mariupol
- Metałurh Zaporoże
- Nywa Tarnopol
- Prykarpattia Iwano-Frankiwsk
- Szachtar Donieck
- Tawrija Symferopol
- Worskła Połtawa
- Zirka Kirowohrad

Uwagi
- – zespoły, które awansowały z Pierwszej ligi edycji 1998/99

## Stadiony
| Lp. | Klub                         | Miasto          | Stadion               | Pojemność |
| --- | ---------------------------- | --------------- | --------------------- | --------- |
| 1   | CSKA Kijów                   | Kijów           | Stadion CSKA          | 12 000    |
| 2   | Czornomoreć Odessa           | Odessa          | Stadion CCzMP         | 20 836    |
| 3   | Dnipro Dniepropetrowsk       | Dniepropetrowsk | Stadion Dnipro Meteor | 24 381    |
| 4   | Dynamo Kijów                 | Kijów           | Stadion Dynamo        | 16 873    |
| 5   | Karpaty Lwów                 | Lwów            | Stadion Ukraina       | 28 051    |
| 6   | Krywbas Krzywy Róg           | Krzywy Róg      | Stadion Metałurh      | 29 782    |
| 7   | Metalist Charków             | Charków         | Stadion Metalist      | 43 000    |
| 8   | Metałurh Donieck             | Donieck         | Stadion Metałurh      | 5 094     |
| 9   | Metałurh Mariupol            | Mariupol        | Stadion Illicziweć    | 12 680    |
| 10  | Metałurh Zaporoże            | Zaporoże        | Stadion Metałurh      | 11 883    |
| 11  | Nywa Tarnopol                | Tarnopol        | Stadion Miejski       | 16 450    |
| 12  | Prykarpattia Iwano-Frankiwsk | Iwano-Frankiwsk | Stadion Ruch          | 15 000    |
| 13  | Szachtar Donieck             | Donieck         | Stadion Szachtar      | 31 718    |
| 14  | Tawrija Symferopol           | Symferopol      | Stadion Łokomotyw     | 20 000    |
| 15  | Worskła Połtawa              | Połtawa         | Stadion Worskła       | 24 795    |
| 16  | Zirka Kirowohrad             | Kirowohrad      | Stadion Zirka         | 13 667    |

## Końcowa tabela
| #  | Klub                         | M. | Z. | R. | P. | Bramki | Pkt |
| 1  | Dynamo Kijów                 | 30 | 27 | 3  | 0  | 85-18  | 84  |
| 2  | Szachtar Donieck             | 30 | 21 | 3  | 6  | 60-16  | 66  |
| 3  | Krywbas Krzywy Róg           | 30 | 18 | 6  | 6  | 54-30  | 60  |
| 4  | Worskła Połtawa              | 30 | 14 | 7  | 9  | 50-34  | 49  |
| 5  | Metalist Charków             | 30 | 12 | 8  | 10 | 41-35  | 44  |
| 6  | Metałurh Zaporoże            | 30 | 12 | 8  | 10 | 43-35  | 44  |
| 7  | Metałurh Donieck             | 30 | 11 | 10 | 9  | 39-35  | 43  |
| 8  | Metałurh Mariupol            | 30 | 13 | 3  | 14 | 49-45  | 42  |
| 9  | Karpaty Lwów                 | 30 | 12 | 4  | 14 | 39-38  | 40  |
| 10 | CSKA Kijów                   | 30 | 9  | 8  | 13 | 31-36  | 35  |
| 11 | Dnipro Dniepropetrowsk       | 30 | 8  | 9  | 13 | 26-52  | 33  |
| 12 | Nywa Tarnopol                | 30 | 7  | 10 | 13 | 40-57  | 31  |
| 13 | Tawrija Symferopol           | 30 | 7  | 8  | 15 | 32-51  | 29  |
| 14 | Prykarpattia Iwano-Frankiwsk | 30 | 7  | 8  | 15 | 27-47  | 29  |
| 15 | Czornomoreć Odessa           | 30 | 6  | 8  | 16 | 20-50  | 26  |
| 16 | Zirka Kirowohrad             | 30 | 0  | 9  | 21 | 16-66  | 9   |

## Najlepsi strzelcy
| # | Strzelec           | Drużyna                                | Mecze | Bramki(karne) |
| - | ------------------ | -------------------------------------- | ----- | ------------- |
| 1 | Maksim Shatskix    | Dynamo Kijów                           | 25    | 20 (1)        |
| 2 | Iwan Hecko         | Karpaty Lwów / Krywbas Krzywy Róg      | 23    | 19 (1)        |
| 3 | Serhij Rebrow      | Dynamo Kijów                           | 20    | 18 (6)        |
| 4 | Andrij Worobiej    | Szachtar Donieck                       | 24    | 15 (1)        |
| 5 | Awtandil Kapanadze | Nywa Tarnopol                          | 22    | 12            |
| 5 | Hennadij Zubow     | Szachtar Donieck                       | 26    | 12 (4)        |
| 5 | Kostiantyn Babycz  | Metałurh Mariupol                      | 29    | 12            |
| 8 | Wołodymyr Maziar   | Worskła Połtawa                        | 25    | 10            |
| 8 | Hennadij Moroz     | Krywbas Krzywy Róg                     | 26    | 10 (6)        |
| 8 | Ołeksandr Hajdasz  | Tawrija Symferopol / Metałurh Mariupol | 29    | 10            |
| 8 | Wiktor Iwanenko    | Metalist Charków                       | 29    | 10 (3)        |

## Medaliści
(liczba meczów i goli w nawiasach)
| 1. Dynamo Kijów |
| Bramkarze: Ołeksandr Szowkowski (15 / -10), Wjaczesław Kernozenko (15 / -8). Obrońcy: Ołeksandr Hołowko (22), Władysław Waszczuk (20 / 1), Jurij Dmytrulin (20), Ramiz Mamiedow (13), Serhij Fedorow (11 / 3), Ołeksandr Kyriuchin (5). Pomocnicy: Andrij Husin (27 / 5), Kacha Kaladze (25 / 1), Walancin Bialkiewicz (20 / 6), Artem Jaszkin (19 / 3), Serhij Kormilcew (19), Andrij Nesmaczny (16), Alaksandr Chackiewicz (15 / 4), Aleksiej Gierasimienko (15), Wasyl Kardasz (13 / 1), Dmytro Mychajłenko (10 / 5), Serhij Konowałow (10 / 4), Witalij Kosowski (7 / 3), Roman Maksymiuk (7), Ihor Kostiuk (5), Ołeksandr Radczenko (1), Jurij Cełych (1). Napastnicy: Maksim Shatskix (25 / 20), Serhij Rebrow (20 / 18), Giorgi Demetradze (14 / 7), Ołeh Wenhłynski (6 / 1), Serhij Serebrennikow (5 / 1), Ołeksandr Kosyrin (2 / 1). Trener: Walery Łobanowski. Odeszli w sezonie: Wołodymyr Jezerski (5) (Krywbas Krzywy Róg). |
| 2. Szachtar Donieck |
| Bramkarze: Jurij Wirt (30 / -15), Dmytro Szutkow (1 / -1). Obrońcy: Mychajło Starostiak (27), Dainius Gleveckas (13 / 1), Jewhen Kotow (12), Wołodymyr Mykytyn (12), Aleksandr Szmarko (9). Pomocnicy: Serhij Kowalow (28 / 1), Hennadij Zubow (26 / 12), Serhij Popow (25 / 6), Ołeksij Bachariew (24 / 1), Anatolij Tymoszczuk (23), Hennadij Orbu (22 / 7), Jurij Sełezniow (14 / 1), Wałerij Krywencow (12), Witalij Abramow (10 / 2), Ołeh Pestriakow (7 / 1), Marian Aliuță (6). Napastnicy: Andrij Worobiej (24 / 15), Andrejs Štolcers (15 / 4), Ołeh Matwiejew (12 / 1), Serhij Atelkin (9 / 1), Ołeksij Bielik (8 / 4), Serhij Nahorniak (8 / 1), Wiktor Maciuk (2). Trener: Anatolij Byszowiec (8 meczów do września), Ołeksij Drozdenko (6 meczów od października do listopada), Wiktor Prokopenko (16 meczów od listopada). Odeszli w sezonie: Ołeksandr Czyżewski (9) (Metałurh Zaporoże), Jurij Benio (8 / 1) (Metałurh Zaporoże), Ołeksandr Kowal (4) (Metałurh Donieck), Ołeh Szełajew (4) (Metałurh Donieck), Jakiw Kripak (3) (Metałurh Donieck). |
| 3. Krywbas Krzywy Róg |
| Bramkarze: Ołeksandr Ławrencow (27 / -25), Siergiej Prawkin (3 / -5). Obrońcy: Ołeksandr Hranowski (29 / 1), Andrij Aniszczenko (17), Andrius Jokšas (15 / 1), Ihor Doroszenko (14), Anton Monachow (10), Wołodymyr Jezerski (9), Serhij Suchoruczenko (9), Denys Kołczin (5), Andrij Oksymeć (4), Andrij Rusoł (3). Pomocnicy: Oleg Simakow (29 / 5), Ołeksandr Zotow (28 / 2), Wołodymyr Ponomarenko (27), Hennadij Moroz (26 / 10), Wałentyn Płatonow (21 / 3), Serhij Mizin (13 / 4), Ołeksij Jakymenko (13 / 2), Stanisław Kriulin (8), Ołeksandr Jewsiukow (3). Napastnicy: Ołeksandr Palanycia (28 / 6), Jewhen Rymszyn (23 / 3), Iwan Hecko (10 / 9), Aleksandre Kaidaraszwili (9 / 1), Serhij Dacenko (4), Ołeksandr Hrebiniuk (3 /1). Trener: Ołeh Taran. Odeszli w sezonie: Roman Monariow (14 / 5) (CSKA Kijów) |

Uwaga: Piłkarze oznaczone kursywą występowali również na innych pozycjach.